# Desmatodon kabir-khanii
Desmatodon kabir-khanii là một loài rêu trong họ Pottiaceae. Loài này được Broth. mô tả khoa học đầu tiên năm 1931.